# Protubera burburiana
Protubera burburiana är en svampart som först beskrevs av Rodway, och fick sitt nu gällande namn av Castellano & Trappe 1993. Protubera burburiana ingår i släktet Protubera och familjen Phallogastraceae.   Inga underarter finns listade i Catalogue of Life.